# 純明孝皇后
純明孝皇后 閔氏（じゅんめいこうこうごう びんし、スンミョンヒョファンフ ミンシ、朝鮮語表記：순명효황후 민씨、1872年11月20日（陰暦10月20日） - 1904年11月5日（陰暦9月28日））は、大韓帝国第2代皇帝（李氏朝鮮から通算して第27代君主）、純宗の最初の妃。本貫は驪興閔氏。諡号は敬顕成徽純明孝皇后。

## 生涯
1872年に陽徳坊桂洞で誕生する。1882年に10歳で、2歳年下の世子（後の純宗）と婚礼を挙げ、世子嬪となる。この婚礼は、純宗の生母である王妃閔氏の意向が関わっていたという。義母である王妃も彼女と同じく、驪興閔氏の出身であり、また、異母兄の閔泳翊が、後嗣の無い王妃の実家に養子入りした縁もあった。1897年に大韓帝国が成立し、夫が皇太子となったため、皇太子妃となった。1904年、慶運宮康泰室で病のため、死去。享年32歳。子女は無かった。まだ純宗が即位する前に死去した為、生前皇后になることができなかった。初め京畿道楊州の裕康園に葬られ、1907年に純宗が即位すると裕陵に変わった。1926年南楊州市金谷洞に移され、現在は純宗と共に眠っている。また、諡号も皇太子妃のまま亡くなったため純明妃であったが、純宗即位に伴い皇后に格上げされた。

## 死亡原因
李氏朝鮮の医療・疫病史をみると、迷信に基づいた治療が一般的であり、アーソン・グレブストの『悲劇の朝鮮』によれば、「牛糞を塗る」「ヒマワリの種を湯がいて食べる」「患者がモモの種を二つに割り、一方に『日』の字、もう一方に『月』の字を書いて一気に飲み込む」「小さな蛙を三匹生きたまま丸飲みする（腹痛に即効）」「重症の場合は焼いた犬の足を四本食べる」「じっくり沸かしたお湯に四十歳の女性の頭髪を入れて飲む」といった方法が採られており、純明孝皇后は、腹が腫れる病気にかかったため、国内一の名医の診察を受け、腹に悪霊が棲みついたと診断され、城門の戸板をはがして煎じて飲まされ、死亡した。

## 家族
- 父：驪恩府院君 忠文公 閔台鎬（1834年-1884年。第19代国王粛宗の王妃仁顕王后の父の閔維重の来孫）
- 母：鎮陽府夫人 鎮川宋氏
- 異母兄：閔泳翊（1860年-1914年。母は坡城府夫人 坡平尹氏。閔妃の義兄の閔升鎬の養子）
- 義弟：閔泳璘（1873年-1932年。族叔父の閔述鎬の実子。閔泳翊が養子入りしたことで後嗣が無かったため、閔台鎬の養子となった）
- 義父：高宗
- 義母：閔妃（明成皇后）
- 夫：純宗

## 登場作品
- 明成皇后（2001年-2002年、韓国KBS制作のテレビドラマ。演：イ・ユリ、パク・ウンビン（幼少期））